# تيا (إلهة)
تيا (بالإنجليزية: Tia)‏، هي إلهة الموت السلمي (الطبيعي) في أساطير شعب هايدا. وهي نقيض لنظيرها تاكسيت، إله الموت العنيف.